# Giro di Lombardia 2020
Il Giro di Lombardia 2020, centoquattordicesima edizione della "classica delle foglie morte", valevole come decima prova dell'UCI World Tour 2020 categoria 1.UWT. Inizialmente prevista per il 10 ottobre, a causa della Pandemia di COVID-19 fu successivamente riprogrammata per il 31 ottobre; infine, si svolse il 15 agosto 2020 su un percorso di 231 km, con partenza da Bergamo ed arrivo a Como, in Italia. Le asperità del percorso erano sei: Colle Gallo, Colle Brianza, Madonna del Ghisallo, Muro di Sormano, Civiglio e San Fermo della Battaglia. La vittoria fu appannaggio del danese Jakob Fuglsang, che completò il percorso in 5h32'54", precedendo il neozelandese George Bennett e il russo Aleksandr Vlasov. 
Sul traguardo di Como 85 ciclisti, su 175 partiti da Bergamo, portarono a termine la competizione.

## Squadre e corridori partecipanti
| N.      | Cod. | Squadra                     |
| ------- | ---- | --------------------------- |
| 1-7     | TFS  | Trek-Segafredo              |
| 11-17   | ALM  | AG2R La Mondiale            |
| 21-27   | AFC  | Alpecin-Fenix               |
| 31-37   | ANS  | Androni Giocattoli-Sidermec |
| 41-47   | AST  | Astana Pro Team             |
| 51-57   | TBM  | Bahrain-McLaren             |
| 61-67   | BCF  | Bardiani-CSF-Faizanè        |
| 71-77   | BOH  | Bora-Hansgrohe              |
| 81-87   | CCC  | CCC Team                    |
| 91-97   | CWG  | Circus-Wanty Gobert         |
| 101-107 | COF  | Cofidis                     |
| 111-117 | DQT  | Deceuninck-Quick-Step       |
| 121-127 | EF1  | EF Pro Cycling              |

| N.      | Cod. | Squadra                |
| ------- | ---- | ---------------------- |
| 131-137 | GAZ  | Gazprom-RusVelo        |
| 141-147 | GFC  | Groupama-FDJ           |
| 151-157 | ISN  | Israel Start-Up Nation |
| 161-167 | LTS  | Lotto Soudal           |
| 171-177 | MTS  | Mitchelton-Scott       |
| 181-187 | MOV  | Movistar Team          |
| 191-197 | NTT  | NTT Pro Cycling Team   |
| 201-207 | INS  | Team Ineos             |
| 211-217 | TJV  | Team Jumbo-Visma       |
| 221-227 | SUN  | Team Sunweb            |
| 231-237 | UAD  | UAE Team Emirates      |
| 241-247 | THR  | Vini Zabù KTM          |

## Ordine d'arrivo (Top 10)
| Pos. | Corridore             | Squadra | Tempo    |
| ---- | --------------------- | ------- | -------- |
| 1    | Jakob Fuglsang        | Astana  | 5h32'54" |
| 2    | George Bennett        | Jumbo   | a 31"    |
| 3    | Aleksandr Vlasov      | Astana  | a 51"    |
| 4    | Bauke Mollema         | Trek    | a 1'19"  |
| 5    | Giulio Ciccone        | Trek    | a 1'40"  |
| 6    | Vincenzo Nibali       | Trek    | a 3'31"  |
| 7    | Maximilian Schachmann | Bora    | a 4'31"  |
| 8    | Diego Ulissi          | UAE     | a 5'20"  |
| 9    | Ben Hermans           | Israel  | a 6'00"  |
| 10   | Mathieu van der Poel  | Alpecin | a 6'28"  |